# Starosta
Pour les articles homonymes, voir Starosta (homonymie).
Les Starosty (sing.: starosta) sont les présidents des powiats polonais.
Ils peuvent intervenir dans les domaines suivants :
- l'enseignement
- la santé
- les transports
- les réseaux routiers
- l'immobilier
- la géodésie
- la protection de l'environnement
- la sécurité et l'ordre public
- le chômage
- la défense
- la protection sociale
- la lutte contre les catastrophes naturelles